# هيورى تسيتايشفيلى
هيورى تسيتايشفيلى (مواليد 18 نوفمبر 2000) هو لاعب كرة قدم أوكراني يلعب في مركز الوسط في نادي دينامو كييف.

## روابط خارجية
- هيورى تسيتايشفيلى على موقع الاتحاد الأوربي (الإنجليزية)
- هيورى تسيتايشفيلى على موقع اتحاد أوكرانيا (الإنجليزية)
- هيورى تسيتايشفيلى على موقع قاعدة بيانات كرة القدم.إي يو (الإنجليزية)
- هيورى تسيتايشفيلى على موقع ناشيونال فوتبول تيمز (الإنجليزية)
- هيورى تسيتايشفيلى على موقع Soccerway.com (الإنجليزية)
- هيورى تسيتايشفيلى على موقع عالم كرة القدم.نت (الإنجليزية)